# Гемптон (Нью-Гемпшир)
Гемптон (англ. Hampton) — місто (англ. town) в США, в окрузі Рокінґгем штату Нью-Гемпшир. Населення — 16 214 особи (2020).

## Географія

### Клімат
| Клімат : Гемптон                                           | Клімат : Гемптон | Клімат : Гемптон | Клімат : Гемптон | Клімат : Гемптон | Клімат : Гемптон | Клімат : Гемптон | Клімат : Гемптон | Клімат : Гемптон | Клімат : Гемптон | Клімат : Гемптон | Клімат : Гемптон | Клімат : Гемптон | Клімат : Гемптон |
| Показник                                                   | Січ.             | Лют.             | Бер.             | Квіт.            | Трав.            | Черв.            | Лип.             | Серп.            | Вер.             | Жовт.            | Лист.            | Груд.            | Рік              |
| Абсолютний максимум, °C                                    | 16,7             | 22,2             | 31,7             | 34,4             | 34,4             | 35,6             | 38,3             | 40,0             | 35,6             | 30,0             | 25,6             | 23,9             | 40,0             |
| Середній максимум, °C                                      | 1,1              | 3,3              | 7,2              | 13,9             | 20,0             | 25,0             | 27,8             | 27,2             | 22,8             | 16,1             | 10,0             | 3,9              | 14,9             |
| Середній мінімум, °C                                       | −9,4             | −7,8             | −3,9             | 1,1              | 6,1              | 11,7             | 15,0             | 13,9             | 10,0             | 3,9              | −0,6             | −6,1             | 2,9              |
| Абсолютний мінімум, °C                                     | −32,2            | −26,1            | −21,1            | −10,6            | −9,4             | 0,6              | 3,3              | 0,6              | −5               | −8,3             | −21,1            | −27,2            | −32,2            |
| Норма опадів, мм                                           | 92               | 94               | 127              | 119              | 108              | 110              | 104              | 89               | 103              | 116              | 123              | 112              | 1296             |
| ---------------------------------------------------------- | ---------------- | ---------------- | ---------------- | ---------------- | ---------------- | ---------------- | ---------------- | ---------------- | ---------------- | ---------------- | ---------------- | ---------------- | ---------------- |
| Джерело: The Weather Channel (Historical Monthly Averages) |                  |                  |                  |                  |                  |                  |                  |                  |                  |                  |                  |                  |                  |

## Демографія
Згідно з переписом 2010 року, у місті мешкало 15 430 осіб у 6868 домогосподарствах у складі 4079 родин. Було 9921 помешкання
Расовий склад населення:
| - 96,1 % — білих - 1,2 % — азіатів - 0,6 % — чорних або афроамериканців - 0,2 % — корінних американців - 0,1 % — вихідців з тихоокеанських островів |

До двох чи більше рас належало 1,3 %. Частка іспаномовних становила 1,7 % від усіх жителів.
За віковим діапазоном населення розподілялося таким чином: 17,5 % — особи молодші 18 років, 64,3 % — особи у віці 18—64 років, 18,2 % — особи у віці 65 років та старші. Медіана віку мешканця становила 47,0 року. На 100 осіб жіночої статі у місті припадало 99,4 чоловіків; на 100 жінок у віці від 18 років та старших — 99,0 чоловіків також старших 18 років.
Середній дохід на одне домашнє господарство становив 101 622 долари США (медіана — 78 706), а середній дохід на одну сім'ю — 123 042 долари (медіана — 102 163). Медіана доходів становила 67 165 доларів для чоловіків та 46 905 доларів для жінок. За межею бідності перебувало 4,5 % осіб, у тому числі 5,2 % дітей у віці до 18 років та 4,4 % осіб у віці 65 років та старших.
Цивільне працевлаштоване населення становило 8827 осіб. Основні галузі зайнятості: освіта, охорона здоров'я та соціальна допомога — 22,5 %, виробництво — 13,5 %, роздрібна торгівля — 12,2 %.